# Friedrich Schenker (Musiker)

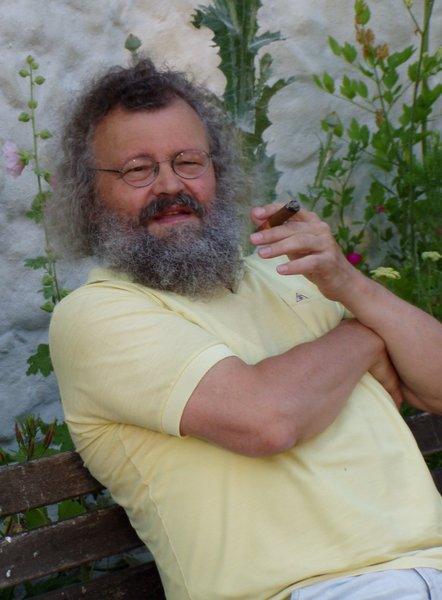
Friedrich Schenker (2005)

Friedrich Schenker (* 23. Dezember 1942 in Zeulenroda, Thüringen; † 8. Februar 2013 in Berlin) war ein deutscher Avantgarde-Komponist und Posaunist.

## Leben
Friedrich Schenker lernte bereits als Kind Posaune und Klavier und unternahm schon im Alter von 10 Jahren erste Kompositionsversuche.
An der Hochschule für Musik „Hanns Eisler“ Berlin studierte er von 1961 bis 1964 Posaune bei Helmut Stachowiak und Komposition bei dem Eisler-Schüler Günter Kochan. Neben dem Studium eignete er sich autodidaktisch die Technik der Dodekaphonie an und wirkte in einer Jazz-Band mit. Nach dem instrumentalen Staatsexamen 1964 folgte eine Anstellung als Soloposaunist im Rundfunk-Sinfonieorchester Leipzig (bis 1982). Seine Kompositionsstudien setzte er im Abendstudium an der Leipziger Musikhochschule bis 1968 bei Fritz Geißler fort.
1970 gründete er mit dem Oboisten Burkhard Glaetzner und sechs weiteren Musikern aus dem Rundfunk-Sinfonieorchester und dem Gewandhausorchester Leipzig die Gruppe Neue Musik Hanns Eisler. Dieses Spezialensemble, dem auch Schenkers Bruder, der Schlagzeuger Gerd Schenker angehörte, avancierte zum bedeutendsten Interpreten für zeitgenössische Kammermusik der Avantgarde der DDR. Gemeinsam mit Ernst-Ludwig Petrowsky bewegte es sich auch im Gebiet der Neuen Improvisationsmusik.
Als Meisterschüler von Paul Dessau an der Akademie der Künste (Berlin) von 1973 bis 1975 erhielt Schenker wichtige Impulse für seine künstlerische Motivation und Ästhetik. Seiner Mitgliedschaft in der Berliner Akademie der Künste ab 1986 folgte zehn Jahre später die Aufnahme in die Sächsische Akademie der Künste sowie die Freie Akademie der Künste (Leipzig). Er war bis 1989 Vorstandsmitglied des Verbandes der Komponisten und Musikwissenschaftler der DDR.
Seit 1982 war Schenker als freiberuflicher Musiker und Komponist sowie Berater für Neue Musik am Leipziger Gewandhaus (bis 1989) tätig und erhielt Lehraufträge für Komposition und Improvisation an der Hochschule für Musik und Theater Leipzig. Seit 1990 lebte er in Berlin. Von 2000 bis 2002 war er Theaterkomponist am Staatstheater Kassel.

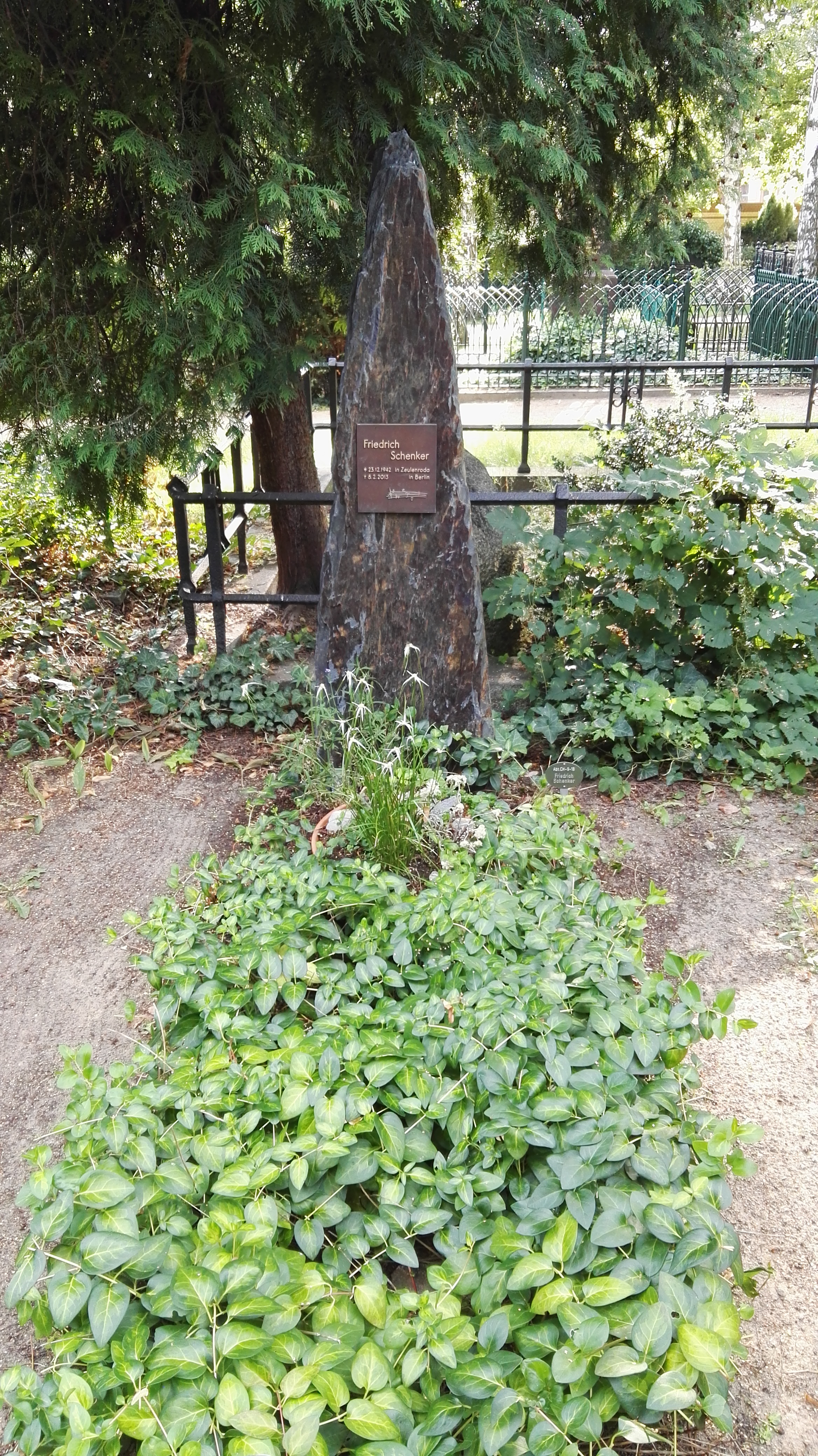
Grab

Friedrich Schenker starb am 8. Februar 2013 nach schwerer Krankheit in Berlin. Er ist auf dem Friedhof der Dorotheenstädtischen und Friedrichswerderschen Gemeinden beigesetzt.

## Werke

### Vokalmusik
- Kantate I (Text: Wladimir Majakowski, dt. Hugo Huppert) für Bariton und kleines Blasorchester (1967–1969)
- Kammerspiel I (aus Christian Morgensterns Galgenliedern und Palmström) für Sopran, Tenor, Sprecher und Kammerensemble (1972)
- Leitfaden für angehende Speichellecker (Text: Wladimir Majakowski, dt. Hugo Huppert) für Sopran und Klarinette (1974)
- Die CHE-Kantate (in Erinnerung an Che Guevara, Text: Bernd Rump) für Kinderchor und Instrumente (1981)
- Die Friedensfeier (Text: Karl Mickel), aria di bravoura für Tenor und acht Instrumente (1982)
- Präparation einer Hölderlinschen Ode (Text: Karl Mickel nach Friedrich Hölderlin, Ronald Reagan und Marina Cvetaeva), Tagebuch-Werkstatt für zwei Stimmen, Tonbandstimme eines großen Mimen und vier Instrumente (1984)
- Michelangelo-Sinfonie (Text: Michelangelo, James Joyce, Hermann Broch) für Sprecher, gemischten Chor, Kinderchor, Orgel und großes Orchester (1985)
- Ge-Schwitters (Text: Kurt Schwitters), fünf Stücke für Stimme und Saxophon (1986)
- Traum... Hoffnung... Ein deutsches Requiem, gewidmet Karl und Rosa (Text: Jakob van Hoddis, Johannes R. Becher, Georg Heym, Rudolf Leonhard, Johannes Bobrowski, Karl Liebknecht, Rosa Luxemburg) für Alt solo, Bariton solo, Sprecher und Orchester (1988)
- Commedia per musica für großes Orchester mit Kinderchor (1989)
- Erste Allemande für Stimmen und Ensemble (1990)
- Paragraph AIDS (Text: Karl Mickel) Kantate für Frau und Mann mit Instrumentalensemble (1990)
- Vierte Allemande, symphonisches Historienspektakel für Chor, Orchester, Solo-Gitarre, zwei Blaskapellen, Sprecher und Tonband (1995)
- Goldberg-Passion (Text: Karl Mickel) für Soli, Chor, Kinderchor und Orchester (1999)
- goethefauszweischnittchen (Text: Friedrich Schenker) für Stimme und zwei Tuben (2001)
- Die Dresdner Kunstausübung (Text: Thomas Rosenlöcher), Zyklus für Bariton und Klarinette
- Les Trombones de Liszt (Text: Alphonse de Lamartine) für Stimme, zwei Posaunen und Orchester (2004)
- Die Zwölf (Text: Alexander Blok) für Gesang, Oboe, Viola und Harfe (2005)

### Bühnenwerke
- Kammerspiel II >>missa nigra<< (lateinische Messe / Alfred Polgar / Heinrich von Kleist / Theodor Körner) für sieben Instrumentalisten, Dirigent, Schauspieler, Synthesizer, Tonband, Live-Elektronik und bildenden Künstler (1979 Leipzig, Altes Rathaus)
- Büchner (Klaus Harnisch) Oper für Soli, Chöre und Orchester (1979; 1987 Berlin, Deutsche Staatsoper)
- Bettina (Karl Mickel nach Bettina von Arnim) Oper für eine Darstellerin (Mezzosopran), Kinderchor, Tonband und Ensemble (1982; 1987 Berlin, Theater im Palast)
- Les Liaisons dangereuses / Gefährliche Liebschaften (derselbe nach Choderlos de Laclos) op. ser. 2 Akte für Soli und Orchester (1993; 1997 Ulm, Theater)
- (N(A(CH)T) (Novalis / Vladimir Majakovskij / Sergej Esenin / James Joyce / Søren Kierkegaard) Theater für zehn Instrumente (1995; 1996 Witten, Theatersaal)
- Johann Faustus (Hanns Eisler / Friedrich Schenker) Oper für Soli, Chor und Orchester (2001; 2004 Kassel, Staatstheater)
- Mord auf dem Säntis, Kammeroper über einen Mordfall von 1922, Uraufführung am 4. Juni 2011 auf dem Säntis

### Instrumentalmusik

#### Orchesterwerke und Konzerte
- 5 Bagatellen für Posaune und Orchester (1964–1970)
- Kleine Sinfonie für Streicher (1969)
- Konzert für Oboe und Streichorchester (1969–1974)
- Tripelkonzert (Ouverture, Variationen und Finale über die Rocco-Arie aus Beethovens Fidelio) für Oboe, Fagott, Klarinette und Orchester (1969, rev. 1981)
- Fagottkonzert (1970–1975)
- Stück für Virtuosen I für Orchester (1970, rev. 1985)
- Kammersinfonie (1971)
- Sinfonie (In memoriam Martin Luther King) (1971)
- Electrization für Beat- bzw. Jazzgruppe und Orchester (1973)
- Epitaph für Neruda für 18 Solostreicher (1973)
- Konzert für Kontrabass und Orchester (1973)
- Landschaften für großes Orchester (1974)
- Konzert für Viola und Orchester (1975)
- Flötensinfonie (1976)
- Sonate für Johann Sebastian Bach für großes Orchester (1977)
- Orfeo – dramma per musica, pezzi concertati (1978)
- Fanal Spanien 1936 (Hommage á Paul Dessau), Ballade für großes Orchester (1981)
- Konzert für Violoncello und Orchester (1985)
- Konzert für Violine und Orchester (1986)
- Musik für Blasinstrumente, Harfe, Celesta und Schlagzeug (1988)
- Solo for a Percussioniast with Small Orchestra (1990)
- Divertimento (in Verehrung Wolfgang Amadeus Mozarts) für Kammerorchester (1991)
- ...ins Endlose..., Orchesterstück für großes Orchester (1992)
- Konzert für 14 Bläser (1992)
- Sinfonie für Streicher (1993)
- U-Musik Nr. 1 (Kommunizierende Röhren), für Posaune und Blechbläserensemble (1996)
- ...dal animato al presto..., Musik für Orchester (1998)
- Oboenkonzert (2002)

#### Kammermusik
- Sextett für Klarinette und 5 Bläser (1968)
- Trioballade für Oboe, Fagott/Violoncello und Klarinette (1968/69)
- Hornquintett (1969)
- Hörstück mit Oboe für Oboe und Tonband (1971)
- Streichquartett Nr. 1 (1971)
- Sonate für Blas- und Schlaginstrumente (1973)
- 3 Bagatellen für Fagott und Klarinette (1975)
- Solo - Duo - Trio für Violine/oboe, Violoncello und Klarinette (1975–1978)
- Tirilijubili-Stück für Virtuosen III für kleine Flöte, Oboe, Klarinette, Fagott und Horn (1976)
- Frammenti di >>Orfeo-dpm<< für Oboe, Englischhorn, Posaune, Schlagzeug, Viola, Violoncello und Kontrabass (1978)
- Jessenin - Majakowski - Recital für 8 Instrumente und Tonband (1979–1981)
- Orfeo: gioco- grido- canto, recitá für Oboe und Posaune (1980)
- Dona nobis pacem oder Zur neuen Zeit für Oboe und Violoncello (1982); für Orgel und 6 Schlagzeuge (1983), für großes Orchester (1984)
- Streichquartett Nr. 2 (Omaggio á Michelangelo Buonarotti e Dmitri Schostakovitsch) (1983)
- Ach Bach, concerti funebri e furiosi für 2 oboen und Instrumentengruppe (1984)
- Gutes Verhältnis zu Pferden - neuerliche Näherung an Wladimir Majakowski für 8 Instrumente (1986)
- Trio-Stücke für Violine, Violoncello und Klarinette (1986)
- Mikrokosmos für 2 Oboen (1986/87)
- Quintett für Klarinette und 4 Bläser (1987)
- Witchcraft to Freeze the NAVY Version für 8 Instrumente (1990)
- Zweite Allemande für 6 Schlagzeuge (1990)
- Age d’or, metaphorische Musik (nach Arthur Rimbaud) für Posaune, Tuba, Harfe und Violine (1991)
- Les Divertissements fantastiques des aventures musicaux für Kammerensemble (1993)
- Dritte Allemande (Essai - Prélude zu Beethovens IX.) für Ensemble (1994)
- Les Chants d’amour des crapauds für Violoncello und Basstuba (1994)
- Trio für Oboe, Violoncello und Klarinette (1998)
- Les Clarinettes des Vosges, Klarinettenquintett (2001)
- Kommunizierende Röhren II für 4 Posaunen (2003)
- RAVEN`S MUSIC (to E.A. Poe’s Never More) für Bassklarinette, Violoncello/Viola und Schlagzeug (2003)
- Streichquartett Nr. 3 (Die vom Berge) (2005)

#### Soloformen
- Monolog für Oboe (1968)
- Klavierstück über ASCH (1972)
- 3 Stücke aus >>Livre pour piano<< für Klarinette (1975)
- Solo I come una musica di balletto für Fagott (1982)
- Solo II für Flöte (1983)
- Ombre di Michelangelo für Clavichord (1984)
- Solo III für Violoncello (1985)
- Solo IV für Schlagzeug (1985)
- Solo V - Wintermusic für Posaune (1986)
- Danton - Fragmente. Kommentare für dass. (1988)
- Solo IV (Béla) für Viola (1991), gewidmet Eberhardt >>Béla<< Klemm

#### Improvisierte Musik
- Dal Ngai mit dem EUPHORIUM_freakestra u. a. Günter Sommer, Hartmut Dorschner, Oliver Schwerdt (2002)
- 1 Schenkel, 1 Dorsch, sommers schön im Birkenthal mit dem Quartett Bedrohte Art u. a. Günter Sommer, Hartmut Dorschner, Oliver Schwerdt (2003)

#### Filmmusik
- 1991: Der Fall Ö.

#### Hörspielmusik
- 1980: Joachim Walther: Bewerbung bei Hofe – Regie: Fritz Göhler (Hörspiel – Rundfunk der DDR)
- 1986: Märchen aus 1001 Nacht: Sindbad der Seefahrer (auch Musikalische Leitung und Posaune) – Regie: Dieter Wardetzky (Kinderhörspiel – Litera)
- 1990: Lewis Carroll: Alice im Wunderland – Regie: Dieter Wardetzky (Kinderhörspiel – Litera)

## Auszeichnungen und Preise
- Carl-Maria-von-Weber-Preis der Stadt Dresden (1971, 1986)
- Hanns-Eisler-Preis des Rundfunks der DDR (1975)
- Ehrennadel des Verbandes der Komponisten und Musikwissenschaftler der DDR (1979, 1988)
- Kunstpreis der DDR (1980)
- Kunstpreis der Stadt Leipzig (1982, 1986)
- Nationalpreis der DDR (1989)
- Interpretenpreis der Musik-Biennale Berlin (1989)
- Preis der Kritik der Kommission Musikkritik des Verbandes der Komponisten und Musikwissenschaftler der DDR zu den DDR-Musiktagen (1990) für die Musik für Blasinstrumente, Harfe, Celestra und Schlagzeug[1]
- Schneider-Schott-Musikpreis Mainz (1991)